# Tamati Waka Nene
Tamati Waka Nene (ou Tāmati Wāka Nene), né probablement dans les années 1780 et mort à Russell le 4 août 1871, est un chef maori de l’iwi (tribu) Ngapuhi. Il a joué un rôle significatif dans la réussite de la colonisation britannique de la Nouvelle-Zélande.

## Biographie
Il est le second fils de Tapua, chef et tohunga du hapu Ngati Hao de l’iwi Ngapuhi. Les Ngapuhi sont l'une des premières tribus à s'armer de mousquets au contact des Européens dans les années 1810, et en font usage pour attaquer les tribus voisines. Ce sont les guerres des mousquets, auxquelles Nene participe. À la fin des années 1820, il est l'un des principaux chefs de sa tribu, et le principal protecteur des commerçants et missionnaires européens établis sur les terres des Ngapuhi, premier site de leur établissement en Nouvelle-Zélande. Il se convertit à la foi wesleyaniste, et se fait baptiser en 1839, prenant le nom de Tamati Waka - maorisation du nom du marchand anglais Thomas Walker, qui finance les missionnaires de la Church Mission Society. Dans les années 1830, les quelques centaines d'Européens établis en Nouvelle-Zélande le considèrent ainsi comme un allié important.

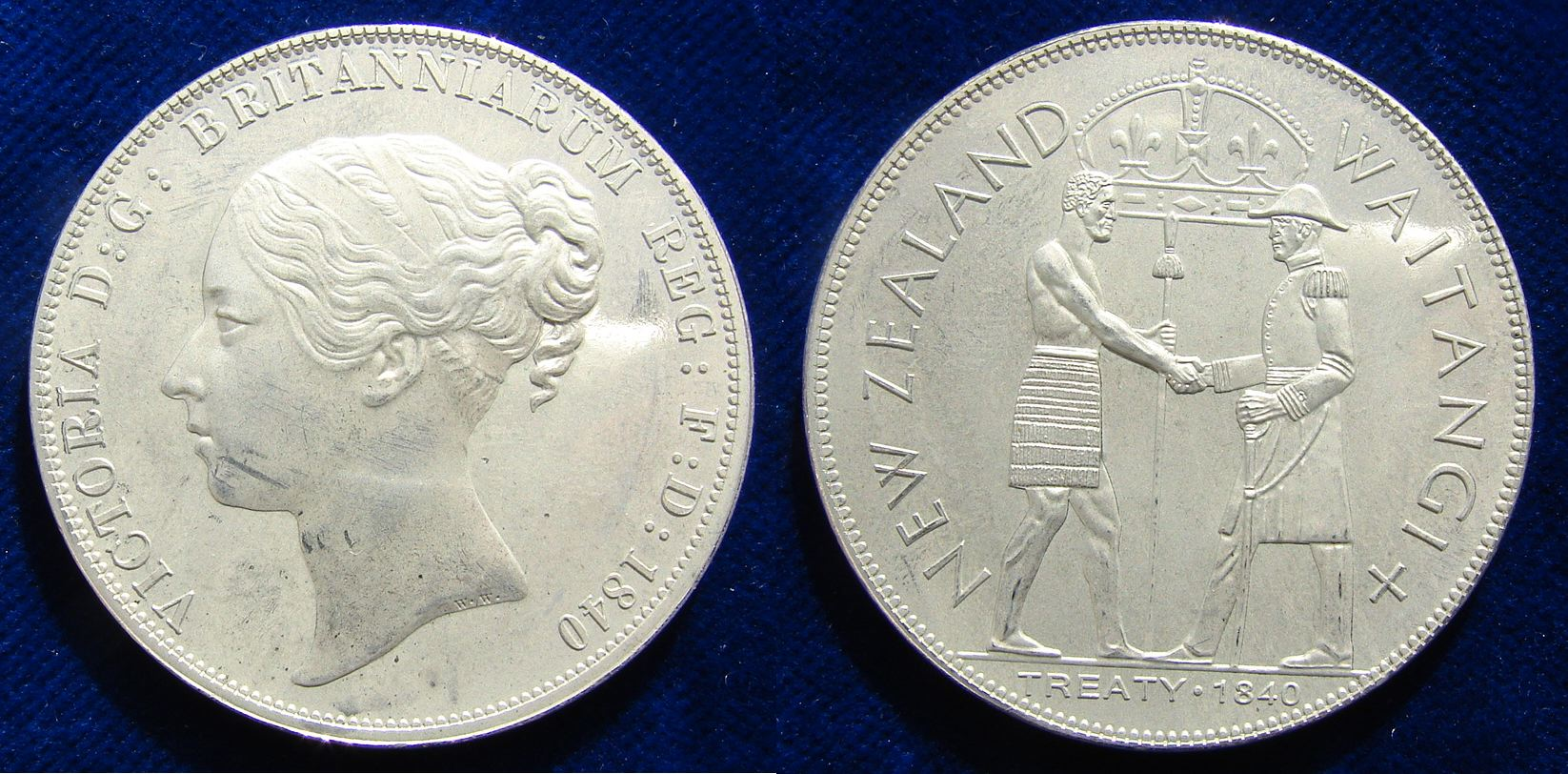
Cette pièce commémorative dépeint la signature du traité de Waitangi comme une poignée de mains entre Tamati Waka Nene et William Hobson.

À l'initiative des missionnaires, il est l'un des treize chefs maoris qui écrivent une pétition au roi britannique Guillaume IV, demandant sa protection alors que les Français semblent envisager une colonisation de l'archipel. Les autorités britanniques proposent alors aux chefs de se constituer en une confédération que le Royaume-Uni reconnaîtrait comme État souverain. Tamati Waka Nene est l'un des chefs qui signent en 1835 la « Déclaration d'Indépendance » des « Tribus unies de Nouvelle-Zélande », entité essentiellement fictive mais que le Royaume-Uni reconnaît afin de dissuader toute ingérence française dans ces îles. En février 1840, l'émissaire britannique William Hobson propose aux chefs de signer le traité de Waitangi, pour permettre au Royaume-Uni d'établir un gouvernement colonial en Nouvelle-Zélande. Lors des discussions qui s'ensuivent, Nene défend cette proposition, arguant qu'il va de toute manière y avoir davantage d'Européens s'établissant en Nouvelle-Zélande, et qu'un gouvernement britannique saura maintenir l'ordre pour garantir les intérêts des Maoris. Il est l'un des premiers signataires du traité, approuvé par la plupart des chefs.

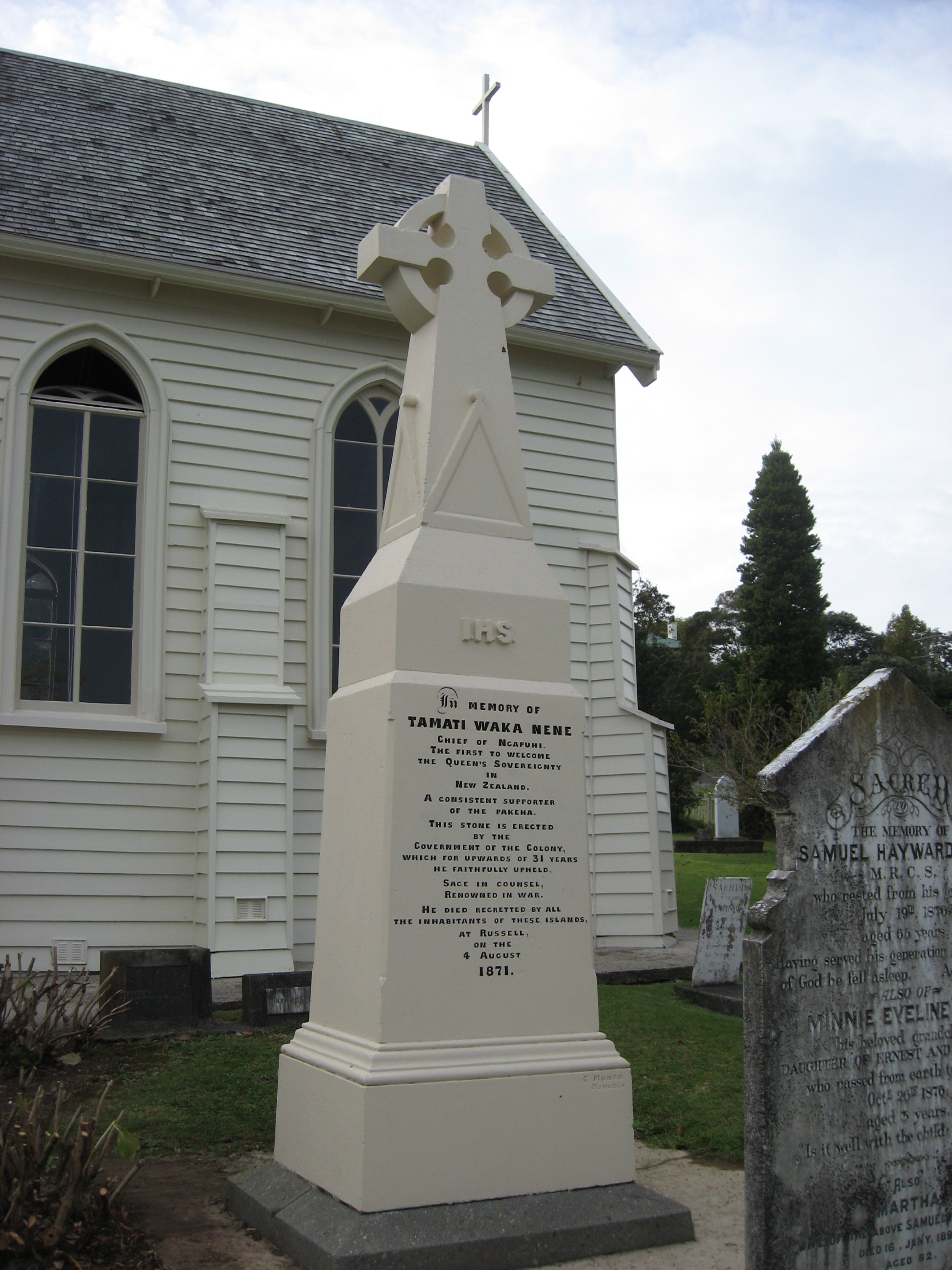
Mémorial érigé devant une église de la ville de Russell et portant l'inscription suivante : « En mémoire de Tamati Waka Nene, chef des Ngapuhi. Le premier à avoir accueilli la souveraineté de la Reine en Nouvelle-Zélande. Un partisan constant des Pakeha. Cette pierre est érigée par le Gouvernement de la Colonie, qu’il a soutenu loyalement pendant plus de 31 ans. Sage par ses conseils, et guerrier renommé. Il est mort, regretté par tous les habitants de ces îles, à Russell le 4 août 1871 ».

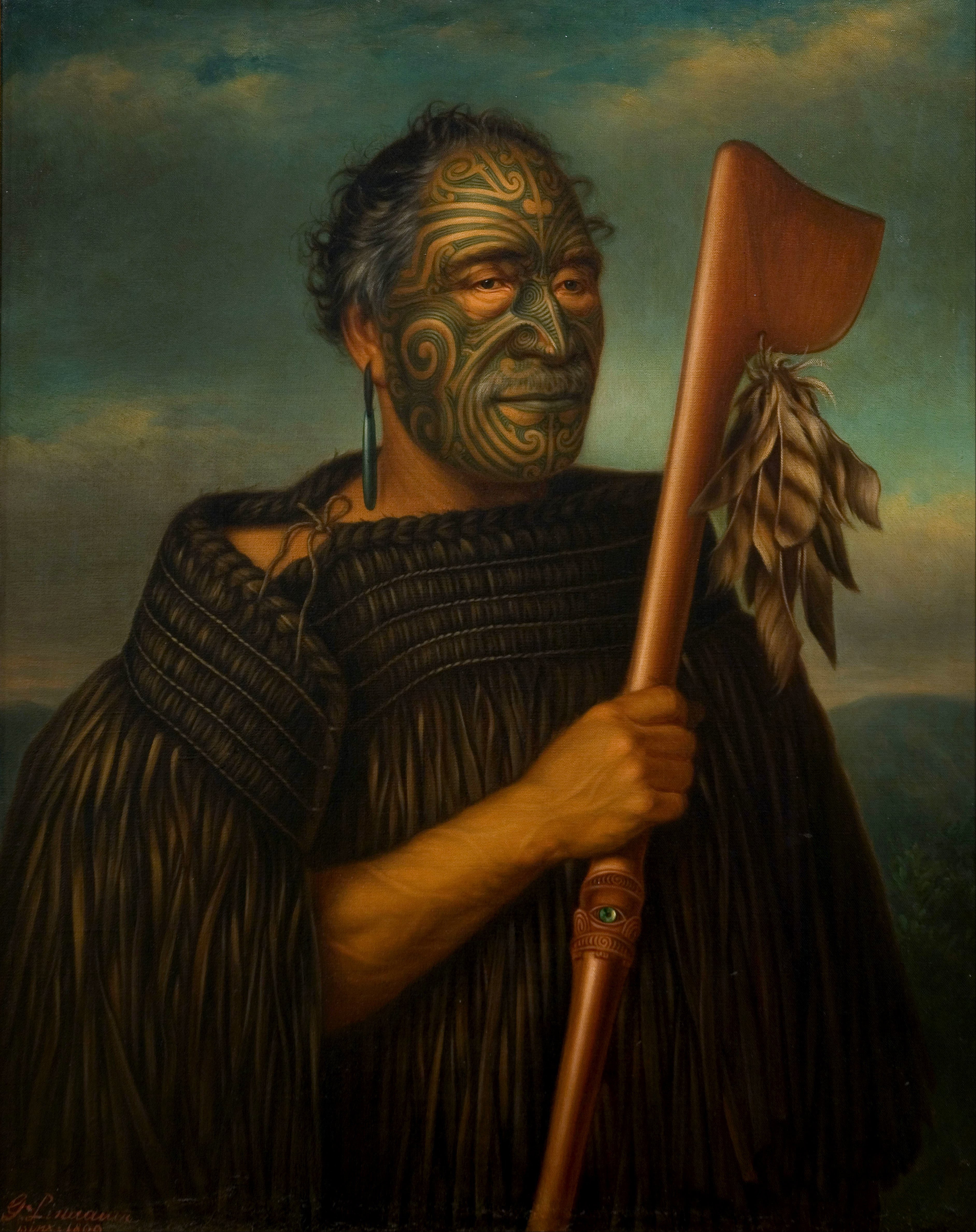
Ce portrait de Tamati Waka Nene par Gottfried Lindauer en 1890 fait apparaître le détail de son moko (tatouage facial).

Au cours des années qui suivent, il proteste toutefois contre l'ingérence du nouveau gouvernement colonial dans les affaires tribales. Alors que son compatriote ngapuhi Hone Heke est disposé au conflit armé contre les Britanniques, Nene s'entretient en juillet 1844 avec le gouverneur Robert FitzRoy, et obtient de ce dernier l'abrogation d'impôts qui avaient été imposés aux transactions commerciales des Maoris avec les colons. En mars 1845, Hone Heke mène un assaut contre la ville coloniale de Kororareka, qu'il pille. Nene, à la tête de quelque trois cents hommes, se joint aux forces armées britanniques pour combattre les forces de Hone Heke : c'est la première des « guerres maories ». Il conseille les Britanniques quant aux tactiques de leurs adversaires, et mène personnellement les forces qui infligent une défaite aux hommes de Heke à la bataille d'Ahuahu le 12 juin 1845. C'est auprès de Nene que Hone Heke et son allié Kawiti négocient la paix en janvier 1846. Nene s'en fait l'intermédiaire auprès du gouverneur, qui accepte de mettre fin aux combats. Nene commence alors à être perçu comme « le patron et le sauveur du gouvernement » colonial.
Il devient un conseiller important du nouveau gouverneur George Grey, dont il obtient notamment la libération du chef guerrier Te Rauparaha en 1848. Les magistrats coloniaux et les commissaires aux questions foncières sollicitent également ses conseils. Dans les années 1850 notamment il est un visiteur fréquent auprès du gouvernement alors établi à Auckland. Les autorités lui font bâtir une maison, et le rémunèrent pour son soutien. En 1848, nouvellement fait chevalier, Sir George Grey le nomme esquire. En 1860, Grey lui remet une coupe d'argent offerte par la reine Victoria et gravée de l'inscription : « De Victoria à son loyal sujet Tamati Waka Nene ». En tant que 'protecteur' du gouvernement, il jouit d'un grand mana auprès des siens, et d'un grand prestige auprès des colons.
Lorsqu'il meurt le 4 août 1871, le gouverneur Grey envoie une missive au gouvernement à Londres le décrivant comme le chef maori ayant « fait plus que tout autre pour établir l'autorité de la Reine et promouvoir la colonisation » en Nouvelle-Zélande. Son cercueil est porté à la fois par ses proches de la tribu et par des officiels du gouvernement colonial.